# Hugh Ferriss

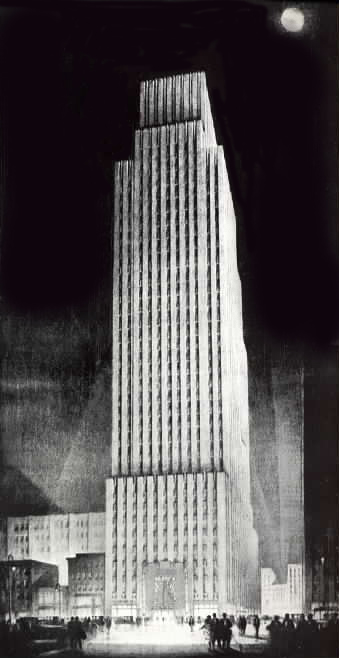
New York Daily News Building (1930)

Hugh Ferriss (* 12. Juli 1889 in St. Louis, Missouri; † 28. Januar 1962 in Greenwich Village, New York City) war ein US-amerikanischer Architekt und Architekturzeichner, der vor allem durch seine dramatischen perspektivischen Darstellungen von Hochhausbauten bekannt geworden ist.

## Leben
Ferriss studierte in seiner Heimatstadt St. Louis, Missouri Architektur (an der Washington University). Es ist allerdings kein Gebäude bekannt, an dessen Planung er führend teilgenommen hätte. Ferriss' Betätigungsfeld lag vielmehr in der zeichnerischen Präsentation der Projekte anderer Architekten für das breite Publikum oder für Investoren, er war als sogenannter „Delineator“ tätig. Als solcher war er ab 1912 in der Firma des bekannten New Yorker Architekten Cass Gilbert beschäftigt, machte sich 1915 mit Zustimmung Gilberts selbständig, und erreichte den Gipfel seiner Bekanntheit in den 1920er Jahren. Seine Zeichnungen erschienen damals in verbreiteten Zeitschriften wie Harper’s Magazine und Vanity Fair. Unter anderem illustrierte Ferriss auch die baulichen Möglichkeiten der mathematisch gefassten Abtreppungsvorschrift der New Yorker Bauordnung von 1916.
Auf dem Höhepunkt der amerikanischen Nachkriegskonjunktur erschien 1929 sein Buch "The Metropolis of Tomorrow". Es zeigt gigantische Hochhäuser New Yorker Bauart in der für Ferriss typischen Darstellungsweise mit dramatisierenden Licht- und Schatteneffekten, unter anderem etwa Monumentalbauten in der Gestalt von Hängebrücken über Meeresengen. Aufgrund der mit dem Börsenkrach vom Oktober 1929 einsetzenden Weltwirtschaftskrise wurde Ferriss' Buch, ebenso wie das Schicksal des vor Einsetzen der großen Depression geplanten Empire State Building sinnbildhaft für die überhitzten [Bau-]Phantasien vor dem großen Krach.
Zwei Jahre vor seinem Tod wurde Hugh Ferriss zum Mitglied (NA) der National Academy of Design gewählt. Ferriss' Zeichnungsarchiv befindet sich in der Avery Architectural and Fine Arts Library der Columbia University.